# Dale Murphy
Pour les articles homonymes, voir Murphy.
Dale Bryan Murphy (né le 12 mars 1956 à Portland, Oregon, États-Unis) est un ancien voltigeur  étoile des Ligues majeures de baseball. Il y a joué de 1976 à 1993 et s'est surtout illustré avec les Braves d'Atlanta.
Murphy a été nommé joueur par excellence de la Ligue nationale de baseball à deux reprises, en 1982 et 1983.

## Carrière

### Débuts
Joueur des Cougars de l'université Brigham Young, Dale Murphy est un choix de première ronde (5e joueur sélectionné au total) des Braves d'Atlanta en 1974. Le frappeur droitier de 1,96 m joue son premier match dans les Ligues majeures le 13 septembre 1976 dans la seconde partie d'un programme double. Il frappe ses deux premiers coups sûrs et produit deux des trois points de son équipe, qui s'incline 4-3 devant Los Angeles.
Murphy apparaît dans 19 parties à la fin de la saison 1976 et produit 9 points. En 1977, il produit 12 points et cogne ses deux premiers coups de circuit en carrière en seulement 18 matchs joués.
Il joue sa première saison complète en 1978. Sa moyenne au bâton n'est que de ,226 et il sera retiré 145 fois sur des prises, plus que tout autre frappeur de la Ligue nationale. Cependant, il frappe 23 circuits et produit 79 points.

### Annéès 1980
En 1980, année où il fait marquer 89 points et cogne 33 circuits, il reçoit sa première invitation au match des étoiles du baseball majeur.
Dale Murphy est au sommet de sa forme entre les années 1982 et 1987. Durant cette période, il est invité six fois de suite au match d'étoiles, remporte 5 Gants dorés et 4 Bâtons d'argent consécutifs. 
En 1982 et 1983, Murphy frappe 36 circuits chaque fois et domine la Nationale au chapitre des points produits (109 et 121). Il est élu joueur par excellence de la ligue au cours de ces deux saisons. En 1983, il mène également la Nationale pour la moyenne de puissance (,540) et la moyenne de présence sur les sentiers (,933).
En 1984 et 1985, il remporte le championnat des circuits de la ligue (36 et 37). Il connaît une dernière saison de 100 points produits ou plus en 1987, alors qu'il fait compter 105 points.
Comme c'est souvent le cas chez les frappeurs de puissance, Dale Murphy était aussi souvent retiré sur trois prises. Il a d'ailleurs été premier dans la Ligue nationale à ce chapitre en 1978, 1980 et 1985, avec respectivement 145, 133 et 141 retraits au bâton. Cependant, il parvint à compenser en soutirant de plus en plus de buts-sur-balles à mesure que sa carrière progressait. En 1985, en plus d'être le premier de sa ligue pour les retraits sur des prises, il mena tous les autres frappeurs du circuit avec 90 buts-sur-balles. Deux ans plus tard, il soutirait rien de moins que 115 buts-sur-balles aux lanceurs adverses (3e dans la Nationale).

### Dernières saisons
Le 3 août 1990, Dale Murphy fut échangé aux Phillies de Philadelphie dans un échange impliquant plusieurs joueurs. Le lanceur Tommy Greene prit aussi le chemin de Philadelphie et Jeff Parrett, un autre lanceur, fut transféré à Atlanta. Murphy s'est aligné avec les Phillies jusqu'à la fin de la saison 1992. En 1993, il signe comme agent libre avec les Rockies du Colorado, pour qui il dispute 26 parties avant de mettre un terme à sa carrière.
En 2180 parties jouées, Dale Murphy a frappé 2111 coups sûrs dont 398 coups de circuit. Il a produit 1266 points et en a marqué 1197. Sa moyenne au bâton en carrière est de ,265.

### Défensive
Dale Murphy a joué à plusieurs positions. Il fut d'abord un receveur, poste qu'il a définitivement abandonné à partir de 1980. Il a d'ailleurs commis 17 erreurs et 31 balles passées en seulement 85 parties à cette position.
En 1978, les Braves tentèrent d'en faire un joueur de premier but. Sans grand succès, Murphy commettant 35 erreurs en deux saisons au premier sac.
À partir de 1980, Murphy jouera comme joueur de champ extérieur, principalement au champ centre. Il remportera 5 Gants dorés pour son excellence en défensive à cette position au cours de sa carrière.

## Palmarès
- Élu joueur par excellence de la Ligue nationale deux saisons de suite (1982, 1983).
- A participé à 7 matchs d'étoiles (1980, 1982-1987).
- Gagnant de 5 Gants dorés (1982-1986).
- Gagnant de 4 Bâtons d'argent (1982-1985).
- A mené la Ligue nationale pour les points produits avec 109 en 1982 et 121 en 1983.
- A mené la Ligue nationale pour les circuits avec 36 en 1984 et 37 en 1985.
- A joué 760 parties consécutives entre 1981 et 1986, à l'époque la 11e séquence du genre la plus longue dans l'histoire.
- A mené la Ligue nationale pour les points marqués (118) et les buts-sur-balles (90) en 1985.
- A vu son numéro 3 être retiré par les Braves d'Atlanta.

### Records de franchise
Dale Murphy détient, en date de 2009, 13 records de franchise des Braves d'Atlanta, dont le plus grand nombre de circuits (371), de points produits (1143), de coups sûrs (1901), de points marqués (1103) et de parties jouées (1926) avec l'équipe.

## Temple de la renommée
Dale Murphy est éligible pour intronisation au Temple de la renommée du baseball depuis 1998. Il n'a cependant jamais recueilli jusqu'à maintenant les 75 % de votes nécessaires pour y être admis. Toutefois, son nom est choisi par au moins 5 % des membres votants de l'Association des chroniqueurs de baseball d'Amérique, ce qui fait que son nom revient sur les bulletins de vote d'année en année. Il ne reçoit que 14,5 % du vote à son avant-dernière année d'admissibilité en 2012.
Parmi les raisons suggérées pour expliquer son incapacité, jusqu'ici, à être élu au Panthéon : le fait que les Braves, l'équipe avec laquelle il a surtout joué, ont rarement eu de bonnes équipes dans les années 1980 ; les statistiques moins impressionnantes que Murphy a présenté dans les dernières années de sa carrière ; l'ère des coups de circuits (et pour certains, des stéroïdes) qui a débuté dans les années 1990 et qui a gonflé les statistiques de plusieurs joueurs vedettes au-delà des chiffres présentés par Murphy à son époque.

## Vie personnelle
Dale Murphy est Mormon. Il ne consomme ni alcool ni tabac et ne tolérait pas, pour des motifs religieux, la présence de journalistes féminins dans le vestiaire. Il a écrit son auto-biographie, Murph, qui traite de sa foi et de son parcours au sein de l'église mormone.
Au cours des dernières années, Dale Murphy est parti en croisade contre l'usage de drogues, en particulier celles qui améliorent les performances, dans le baseball majeur. Il a la fondation sans but lucratif iWontCheat (« je ne tricherai pas ») afin d'encourager les jeunes athlètes à se tenir loin des drogues. Il a de plus écrit deux livres traitant, entre autres, de ce sujet : The Scouting Report on Professional Athletics et The Scouting Report for Youth Athletics.
Il a envisagé de se présenter comme gouverneur de l'Utah pour le Parti républicain en 2004.
Murphy et son épouse Nancy ont huit enfants, sept fils et une fille. Leur fils Shawn Murphy est  depuis 2008 un joueur des Dolphins de Miami, une équipe de football américain de la NFL.